# جیوانی (عاشوق)

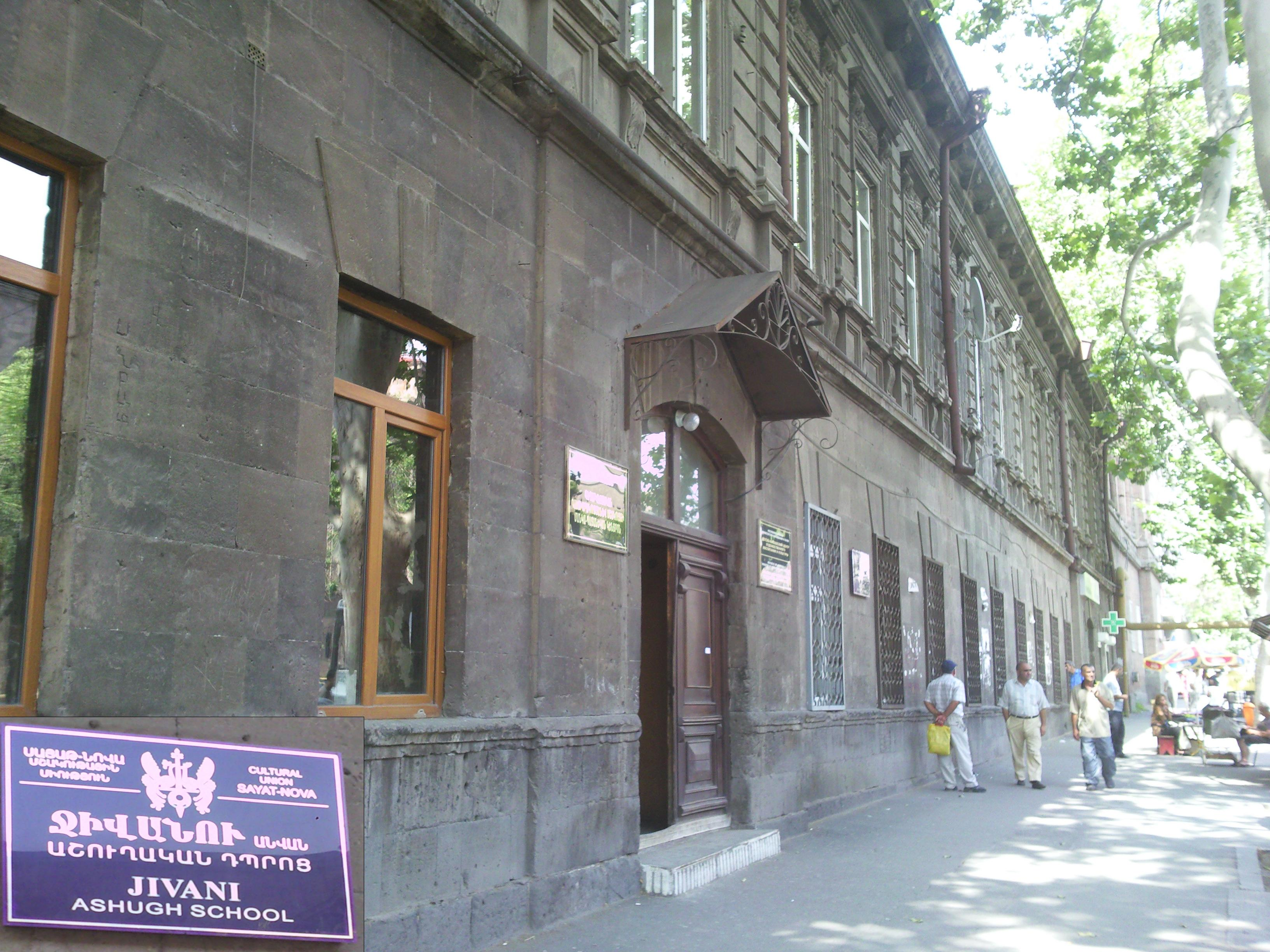
مدرسه عاشوق جیوانی در ایروان

سروب استپانی لوونیان (به ارمنی: Սերոբ Ստեփանի Լևոնյան) مشهور به جیوانی (به ارمنی: Ջիվանի) عاشوق و سیاست‌مدار ارمنی بود.
جیوانی را باید اندیشمندترین و انقلابی‌ترین عاشوق ارمنی و استاد بزرگ اشعار عاشقی بشمار آورد. وی بزرگترین عاشوق سده نوزدهم میلادی ارمنیان محسوب می‌شود.

## زندگی‌نامه
وی در سال ۱۸۴۶ میلادی در روستای کارزاخ، نزدیکی آخالکالاکی، گرجستان به دنیا آمد و در سن هشت سالگی یتیم شد. عمویش «مارتیروس» از وی نگهداری می‌کند. در سال ۱۸۶۶ به همراه «عاشوق (گوسان) سازین آقاجیان»، جیوانی به تفلیس نقل مکان نمود جایی که وی به فعالیت‌های موسیقایی ادامه داد. توسعه بیشتر هنر جیوانی را به آلکساندراپول (گیومری) و فرهنگ آن متصل نمود. بین سال‌های ۱۸۶۸–۱۸۹۵ در همان‌جا زیست و فعالیت نمود. در آلکساندراپول، به رهبری حلقه‌ای از خوانندگان-گوسان برگزیده شد و عنوان افتخاری «استاد برجسته» به وی اعطا شد. کنسرت‌هایی را در سرتاسر منطقه قفقاز جنوبی شامل باتومی، باکو، قارص، تفلیس اجرا نمود. در سال ۱۸۹۵ وی به تفلیس بازگشت. جیوانی بیش از ۹۰۰ ترانه سروده‌است. وی معلومات گسترده دربارهٔ ادبیات ارمنی سده نوزدهم میلادی داشت. در پاییز سال ۱۹۰۹ دچار بیماری شدید شد و به مدت پنج ماه بستری شد تا سرانجام در ۵ مارس ۱۹۰۹ درگذشت.
اولین مجموعه شعر وی در سال ۱۸۸۵ به چاپ رسید. موسیقی وی توسط آرام خاچاتوریان، کومیتاس وارداپت، کریستاپور کارا-مورزا و دیگران اجرا شده‌است و ماکسیم گورکی، والری بریوسف به اشعار وی علاقه‌مند بوده‌اند.

## افکار و سبک شعری جیوانی (عاشوق)
ترانه‌ها و شعرهای جیوانی بازتاب آرزوها، امیدها، آرمان‌ها و دردهای اجتماعی، تاریخی و رنج‌های عاطفی محروم‌ترین و رنجدیده‌ترین قشرهای ملت ارمنی است. جیوانی در اشعار هجو خود سودجویان و چپاولگران دسترنج مردم را بی‌امان به باد انتقاد می‌گیرد و مفتضح می‌کند و بر ضد مناسبات ناعادلانه اجتماعی می‌شورد و در ترانه‌های پندآمیز خود خصلت‌های نیک انسانی و نوعدوستی و یاری رساندن به دردمندان را تبلیغ می‌کند.

## ترانه‌ها
- "The Unhappy Days"
- "Mother"
- "At this night"
- "A good comrade"
- "I am an apricot tree"
- "Look at them"

## تالیفات
| به فارسی | عنوان ارمنی                                                                              | تاریخ چاپ                   | محل چاپ                          |
| -------- | ---------------------------------------------------------------------------------------- | --------------------------- | -------------------------------- |
|          | Երգերի Ժողովածու                                                                         | ۱۹۳۶                        | ایروان                           |
|          | Ջիվանու քնարը                                                                            | ۱۹۵۹                        | ایروان                           |
|          | Քնար: Լիակատար հավաքածու ինքնուրույն և փոխադրական երկասիրությունների Ոտանավորներ և արձակ | جلد اول: ۱۹۰۰ جلد دوم: ۱۹۰۴ | تفلیس واغارشاپات                 |
|          | Աշուղ Ջիվանու երգերը                                                                     | ۱۸۸۲، ۱۸۸۶، ۱۸۹۳ ۱۹۱۲       | آلکساندارپولتفلیس                |
|          | Աշուղ Ղարիբի հեքիաթը, հանդերձ երգերով. փոխառություն                                      | ۱۸۸۷ ۱۸۹۷ ۱۹۲۲              | آلکساندراپول تفلیس کنستانتیونوپل |
|          | () جیوانی، «Ծիրանի Ծառ»                                                                  | ۱۹۹۶                        | ایروان                           |
|          | «Поэзия Армении» , под ред. В. Я. Брюсова, Москва, (به روسی)                             | ۱۹۱۶                        | مسکو                             |
|          | «Антология армянской поэзии» (به روسی)                                                   | ۱۹۴۰                        | مسکو                             |
|          | Աշուղ Ջիվանի «Անհայտ երգեր» , به کوشش "توُماس بوغوسیان"                                   | ۲۰۰۹                        | ایروان                           |